# Mostafa Kahraba
Mostafa Mahmoud Kahraba (in arabo مصطفى محمود كهربا‎?; 10 novembre 1987) è un calciatore egiziano, centrocampista del Rahmatganj.

## Carriera

### Club
Ha giocato nella massima serie dei campionati egiziano e bengalese.